# Gonoglasa contigua
Gonoglasa contigua là một loài bướm đêm trong họ Noctuidae.